# Kacey Bellamy
Kacey Bellamy, född den 22 april 1987 i Providence, Rhode Island i USA, är en amerikansk ishockeyspelare.
Hon tog OS-silver i damernas ishockeyturnering i samband med de olympiska ishockeytävlingarna 2010 i Vancouver.